# Cora (insecte)
Pour les articles homonymes, voir Cora.
Genre
Cora est un genre  dans la famille des Polythoridae appartenant au sous-ordre des Zygoptères dans l'ordre des Odonates. Il comprend vingt-trois espèces.

## Liste d'espèces
Ce genre comprend 23 espèces :
- Cora aurea Ris, 1918
- Cora chiribiquete Zloty & Pritchard, 2001
- Cora chirripa Calvert, 1907
- Cora confusa Kennedy, 1940
- Cora cyane Selys, 1853
- Cora dorada Bick & Bick, 1991
- Cora dualis McLachlan, 1878
- Cora inca Selys, 1873
- Cora irene Ris, 1918
- Cora jocosa McLachlan, 1881
- Cora klenei Karsch, 1891
- Cora lugubris Navás, 1934
- Cora marina Selys, 1868
- Cora modesta Selys, 1869
- Cora munda McLachlan, 1878
- Cora notoxantha Ris, 1918
- Cora obscura Ris, 1918
- Cora parda Bick & Bick, 1991
- Cora semiopaca Selys, 1878
- Cora skinneri Calvert, 1907
- Cora subfumata Förster, 1914 (nomen dubium)
- Cora terminalis McLachlan, 1878
- Cora xanthostoma Ris, 1918